# 津田天満神社
津田天満神社（つだてんまじんじゃ）は、兵庫県姫路市飾磨区構に鎮座する神社。旧社格は村社。別名は津田天満宮など。

## 祭神
- 菅原道真公
- 津田大歳明神
- 賀茂別雷大神

## 歴史
創建は平安時代に遡るとされ、そもそもは大歳明神を祀る社であったという。かつては現在より東の、船場川の思案橋西側にあった。
大宰府へ向かう途中の菅原道真が当社近くの「津田の細江」に立ち寄った際、敷物が見当たらなかったことから艫綱を巻いて座した、との伝承が残り、このことから「綱敷天神」との別称を持つ。後世の民は道真を併せて祀り、更に主神とした。
永仁6年（1298年）や嘉吉3年（1443年）に本殿が再建されたとの記録がある。一時は広大な社領を有したものの、天正8年（1580年）の豊臣秀吉による英賀城攻めに巻き込まれ灰燼に帰し、現在地に再建されている。

## 祭事
- 4月下旬 - 春祭り
- 4月29日 - 弁天まつり
- 10月中旬 - 秋の例大祭
- 菅公祭 - 25年に一度催行。

戦後しばらく祭礼が絶えた時期があったが、昭和40年代に復活し、現在に至る。

### 春祭り
本殿と境内社の厳島神社で神事を行う。

### 弁天まつり
津田地区に在住する厄年が集まった会(厄年会)が主催する祭事。
福引や餅まきが行われ、秋の例大祭の様に賑わって挙行される。
- 福引 - 弁天まつりの前日に厄年会が各町に福引券を配りに行く。福引券の値段は1枚200円。

特賞から六等まであり、特賞は掃除機やNintendo Switchなどが当選し、六等はティッシュなどが当選する。
- 餅まき - 各町の自治会長や厄年会代表、市議会議員、県議会議員などが丸餅を上から投げる。

この行事はかなり賑わい、怪我するものもいる。

### 秋の例大祭
播州の秋祭りの中でも有名なものの一つで、毎年10月に行われる。今在家・加茂・構・思案橋から大屋台を、今在家・構から子供屋台を、今在家から獅子とだんじりを練り出す。狭い拝殿の中で屋台を練る「拝殿練り」、また屋台を地面から一気に練り上げる「一気差し」が特徴。一気差しは、拝殿練りの最中にも披露される。

### 屋台情報

#### 今在家
- 大屋台は平成30年新調。
- 子供屋台は英賀附城町から譲られる。年代は不明。

#### 加茂
- 大屋台は平成5年新調。

#### 構
- 大屋台は令和2年新調。
- 子供屋台は平成3年に新調。

#### 思案橋
- 大屋台は令和6年に新調[2]。

## 文化財

### 重要文化財（国指定）
- 紙本著色北野天神縁起 - 永仁6年（1298年）に藤原親泰が奉納したもので、全3巻[3]。奈良国立博物館に寄託されている。

### 姫路市指定文化財
- 津田天満神社太鼓 - 嘉吉元年（1441年）の銘がある[4][5]。

## 周辺
- 姫路市立津田小学校
- 船場川
  - 思案橋

## 交通
- 神姫バス 姫路駅前から27系統に乗車、津田神社前で下車
- 山陽電鉄網干線 西飾磨駅から南東へ700m
- 兵庫県道415号和久今宿線・兵庫県道516号姫路環状線の交差点（津田神社北交差点）